# Stenomys richardsoni
Il ratto dei ghiacciai (Stenomys richardsoni  Tate, 1949) è un roditore della famiglia dei Muridi endemico della Nuova Guinea.

## Descrizione
Roditore di piccole dimensioni, con la lunghezza della testa e del corpo tra 122 e 133 mm, la lunghezza della coda tra 128 e 142 mm, la lunghezza del piede tra 32,2 e 33,9 mm, la lunghezza delle orecchie tra 22,7 e 24,7 mm e un peso fino a 74 g.

La pelliccia è lunga. Le parti superiori sono fulve. Le vibrisse sono nere e lunghe fino a 45 mm. Le orecchie sono relativamente grandi. Le parti inferiori sono bianco-giallastre, con la base dei peli grigia. Le parti dorsali delle zampe sono bianco-argentate. La coda è più lunga della testa e del corpo, uniformemente marrone brillante, leggermente più chiara sotto e con 14 anelli di scaglie per centimetro. Le femmine hanno un paio di mammelle pettorali, un paio post-ascellari e due paia inguinali.

## Biologia

### Comportamento
È una specie terricola. Si rifugia spesso tra le rocce.

### Riproduzione
Esemplari giovani sono stati osservati tra maggio e giugno.

## Distribuzione e habitat
Questa specie è conosciuta soltanto in due aree della parte occidentale della cordigliera centrale della Nuova Guinea.
Vive in boscaglie alpine e praterie tra 3.225 e 4.500 metri di altitudine.

## Conservazione
La IUCN Red List, considerato l'areale limitato e il continuo declino del proprio habitat a causa dell'aumento degli incendi boschivi, classifica S.richardsoni come specie vulnerabile (VU).